# Barań
Barań (biał. i ros. Бара́нь) – miasto w rejonie orszańskim obwodu witebskiego Białorusi, położone nad rzeką Adrou, 9 km na południowy zachód od Orszy. Wchodzi w skład orszańskiego gorsowietu. W roku 2010 liczyło 11,6 tys. mieszkańców.
Przez miasto przebiega droga Orsza-Kochanów. Najbliższe stacje kolejowe to Charobrawa i Czerwina (~3 km). W 2003 wzniesiono cerkiew prawosławną, działa też rzymskokatolicka parafia Matki Bożej z Lourdes. Pochodząca z XVIII w. greckokatolicka cerkiew pw. Opieki Najświętszej Bogurodzicy w 1989 zamieniona została na Białoruskie Muzeum Ludowej Architektury i Rzemiosła. Edukację zapewniają dwie szkoły średnie – nr 15 i 18. W 2007 otwarto Państwowe Liceum Ogólnokształcące Miasta Barani, gdzie nauczane jest 11 przedmiotów na podwyższonym poziomie. Opiekę zdrowotną zapewniają szpital i klinika. Działa sanatorium profilaktyczne „Los”.
Prywatne miasto szlacheckie lokowane przez Krzysztofa Radziwiłła w 1598 roku, położone było w powiecie orszańskim województwa witebskiego.

## Nazwa
Nazwa „Barań” pochodzi prawdopodobnie od ofiar z baranów dokonywanych przez miejscowych kapłanów dawnego pogańskiego kultu. Poprzez ofiarę z barana zwracano się do bogów z prośbą o opiekę nad domem i jego właścicielem.

## Flaga i herb
Flaga i herb Barani zostały ustanowione 20 stycznia 2006 rozporządzeniem prezydenta Białorusi nr 36.
Herb: na niebieskim polu hiszpańskiej tarczy złoty rozwidlony krzyż, na środku którego umieszczony róg myśliwski naturalnego koloru, na górze - srebrny krzyż kawalerski. Flaga: prostokątny płat tkaniny o proporcjach 1:2, w którego dolnej części umieszczone są dwa pasy: niebieski, nad nim żółty, zajmujące odpowiednio ¼ i 1/8 szerokości flagi, na środku części górnej znajduje się wizerunek herbu miasta Barań.

## Geografia
Miasto położone jest na Nizinie Wschodnioeuropejskiej, na wysokości 170–190 m n.p.m.m, na nizinie otoczonej szeregiem niewysokich wzniesień. Leży nad rzeką Adrou (prawy dopływ Dniepru). Klimat jest umiarkowany kontynentalny z dominującym wpływem morskich mas powietrza przenoszonych przez system cyklonów znad Oceanu Atlantyckiego. Najchłodniejszym miesiącem jest styczeń (-6,7 °C), najcieplejszym - lipiec (+16,8 °C). Średnia temperatura roczna wynosi +5,5 °C.

## Historia
Pierwsze wzmianki o wsi Barań (później Stara Barań) pochodzą z 1518. Należała ona wówczas do Konstantego Ostrogskiego, który założył tam „dwór kulowy” – manufakturę produkującą kule armatnie. W roku 1541 wieś przeszła w ręce jego syna, I. K. Ostrogskiego. W dokumentach z 1591 folwark Barań wspomniany jest jako część majątku Kopyś. W 1598 właściciel Kopysia, hetman Wielkiego Księstwa Litewskiego Krzysztof Radziwiłł założył „miasteczko Barań”, do którego przeniósł poddanych ze „Starej Barani”. Wchodziło ono w skład powiatu orszańskiego Wielkiego Księstwa Litewskiego. W przywileju hetmana z 30 października 1598 podano, że „założył on na gościńcu do Borysowa do Orszy miasto na Barani”. W miasteczku tym wójt miał prawo wyznaczać dni targowe, w które przyjeżdżali kupcy z okolicznych miejscowości.
W 1772, w wyniku I rozbioru Rzeczypospolitej Barań znalazła się w granicach Imperium Rosyjskiego. W czasie wojny Napoleona z Rosją rosyjski gen. Piotr Wittgenstein raportował 13 listopada 1812, że tego dnia przybył do wsi Barań, aby odciąć nieprzyjacielowi lepelską drogę i mieć możliwość podejmowania działań na Wiesiełowo, równo i po dużej drodze, prowadzącej na Borysów.
W latach 1924–1960 miejscowość była centrum administracyjnym sielsowietu w rejonie orszańskim. W roku 1935 otrzymała status osiedla roboczego. 
Podczas okupacji hitlerowskiej, we wrześniu 1941 roku Niemcy utworzyli getto dla żydowskich mieszkańców. Przebywało w nim około 100 osób. 8 kwietnia 1942 roku Niemcy zlikwidowali getto, a Żydów zamordowali. Sprawcami zbrodni byli niemieccy żołnierze oraz lokalna białoruska policja. 
W 1949, w fabryce „Czerwony Październik” rozpoczęto produkcję pierwszych na Białorusi maszyn do szycia. W 1972 otrzymała status miasta. Od 1991 w granicach niepodległej Białorusi.

## Demografia
- 1968 – 9 700 os.[7]
- 1991 – 14 100 os.[8]
- 2006 – 12 100 os.
- 2008 – 12 000 os.
- 1 stycznia 2009 – 12 100 os.

## Gospodarka
Podstawę gospodarki Barania stanowią przedsiębiorstwa produkcji maszyn, a także przemysłu lekkiego i spożywczego. Największym z nich jest państwowa firma „Los” (do połowy lat 90. XX w. pod nazwą „Czerwony Październik”). W czasach ZSRR produkowano tam wysokiej jakości sprzęt łączności dla milicji, wojska i branży kosmicznej. Po kryzysie gospodarczym lat 90. XX w. zakład podupadł, a znaczna część wysoko wykwalifikowanych pracowników została zwolniona. Obecnie zatrudnia ok. 1,5 tys. osób i produkuje drobny sprzęt radiotechniczny. Posiada wiele niewykorzystanej przestrzeni produkcyjnej.

## Urodzeni w Baraniu
- Eugeniusz Godziejewski – generał brygady Wojska Polskiego, kawaler Orderu Virtuti Militari, oficer piechoty Legionów Polskich, uczestnik wojny polsko-ukraińskiej i wojny polsko-bolszewickiej[9].